# Louis Lemoine
Pour les articles homonymes, voir Lemoine.
Louis Lemoine ou Le Moyne est un général français de la Révolution et de l’Empire, né le 23 novembre 1764 à Saumur et mort le 24 janvier 1842 à Paris.

## Biographie

### Soldat du roi devenu général de la République
Il entre en service le 13 mars 1783 au régiment de Brie, il passe sous-officier en 1786, et capitaine des volontaires saumurois le 30 mars 1791. Le 15 septembre 1791 il est élu lieutenant-colonel en second au 1er bataillon de volontaires de Mayenne-et-Loire, et colonel le 1er septembre 1792. Il participe à la bataille de Jemappes le 6 novembre 1792, au siège de Maastricht en février 1793 et à la bataille de Neerwinden le 18 mars 1793. Il est peu apprécié à cause de son caractère dur.
Il est promu général de brigade le 1er septembre 1793. Il sert à l’armée des Alpes, puis à l’armée des Pyrénées orientales, et il est blessé à la bataille de Saint-Laurent de la Mouga le 17 novembre 1794. Le 15 février 1795 il rejoint l’armée des côtes de Brest, et il est nommé général de division le 1er janvier 1796 à l’armée des côtes de l’Océan. Commandant du département de la Manche, il est affecté le 22 septembre 1796 auprès du général Hoche en vue de la préparation de l’expédition d’Irlande.
Le 30 janvier 1797 il assure la transition avec le général Hoche au commandement de l’Armée de Sambre-et-Meuse, et en avril il commande la 2e division de l’avant-garde de cette armée. Le 9 juin 1797 il est de retour à Paris, et le 23 septembre il prend le commandement de la 17e division militaire, avant de rejoindre l’armée d’Angleterre le 13 décembre suivant. Le 16 avril 1798 il est affecté à l’armée d’Italie, et en novembre il reçoit le commandement de la 2e division de l’armée. En août 1799 il rejoint l’aile droite du corps d’armée du général Gouvion-Saint-Cyr, puis le 22 septembre le centre du corps d’armée du général Championnet. Il est mis en congé de réforme le 11 septembre 1800.

### Sous l'Empire et la monarchie
Remis en activité, il prend le commandement de la place de Wesel le 9 mars 1809, et il est fait chevalier de la Légion d’honneur le 11 décembre 1811. Le 22 juin 1813, il est nommé commandant provisoire de la 25e division militaire, et le 7 juillet il commande les division d’infanterie du 2e corps de la Grande Armée. Le 1er septembre [1814, il est sans affectation et le roi Louis XVIII, le nomme officier de la Légion d’honneur le 27 décembre 1814.
Pendant les Cent-Jours, il commande la 11e division d’infanterie du 3e corps d’observation des Pyrénées orientales le 7 avril 1815. Le 6 juin 1815, il commande la place de Mézières.
Il commande la place pendant le siège de Mézières par les forces de la Septième Coalition. Il continue de résister après l'abdication de Napoléon. La ville ne se rend que le 10 août 1815, et la citadelle, où s'est retirée la garnison, le 3 septembre. 
Il meurt le 24 janvier 1842 à Paris. Il repose au cimetière du Père-Lachaise 40e division, auprès de son ami Jean-Pierre Augereau, lieutenant général des armées françaises, baron d'Empire et frère du maréchal Augereau.

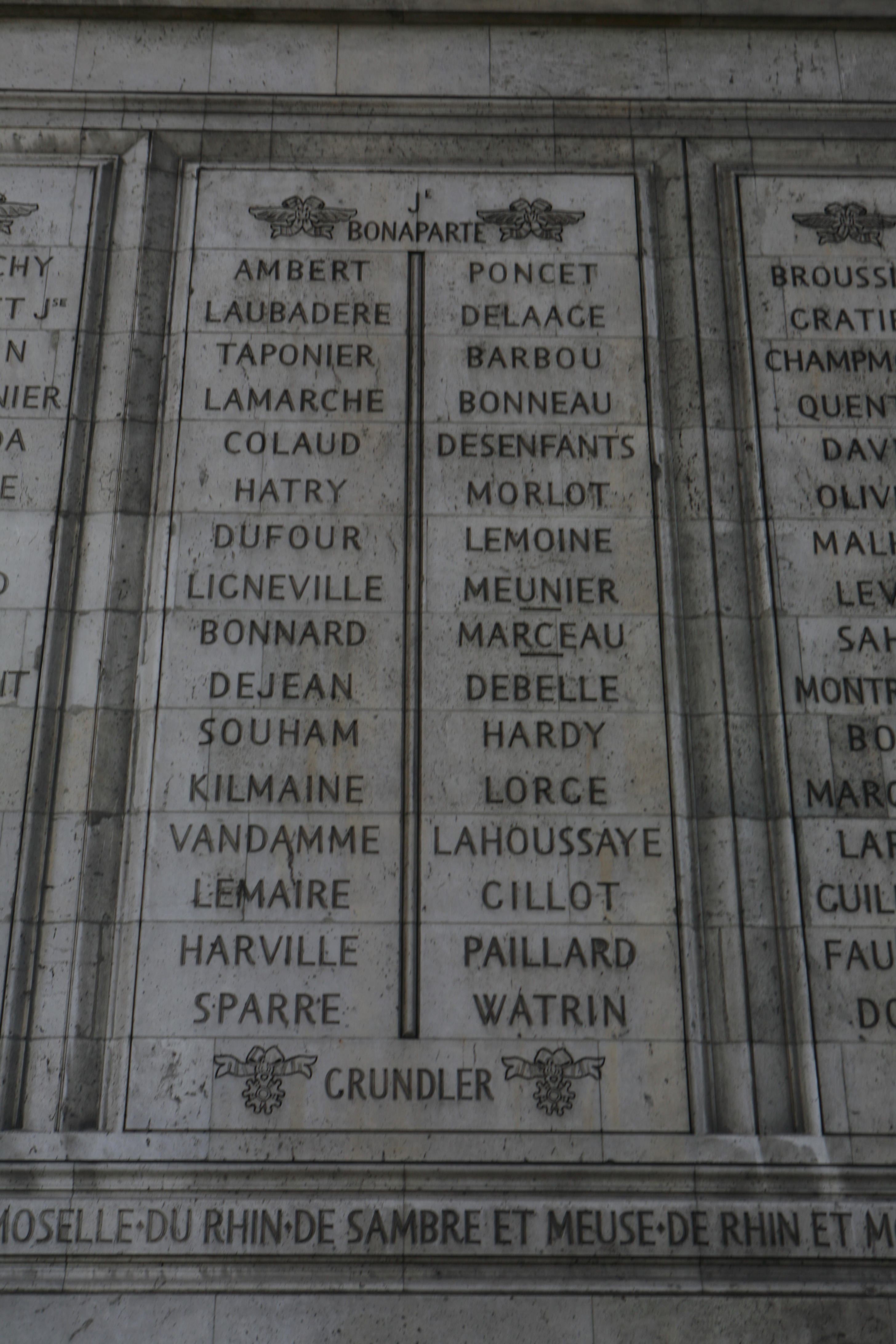
Noms gravés sous l'arc de triomphe de l'Étoile : pilier Nord, 5e et 6e colonnes.